# هیئت اعزامی ژاپن به ایالات متحده آمریکا

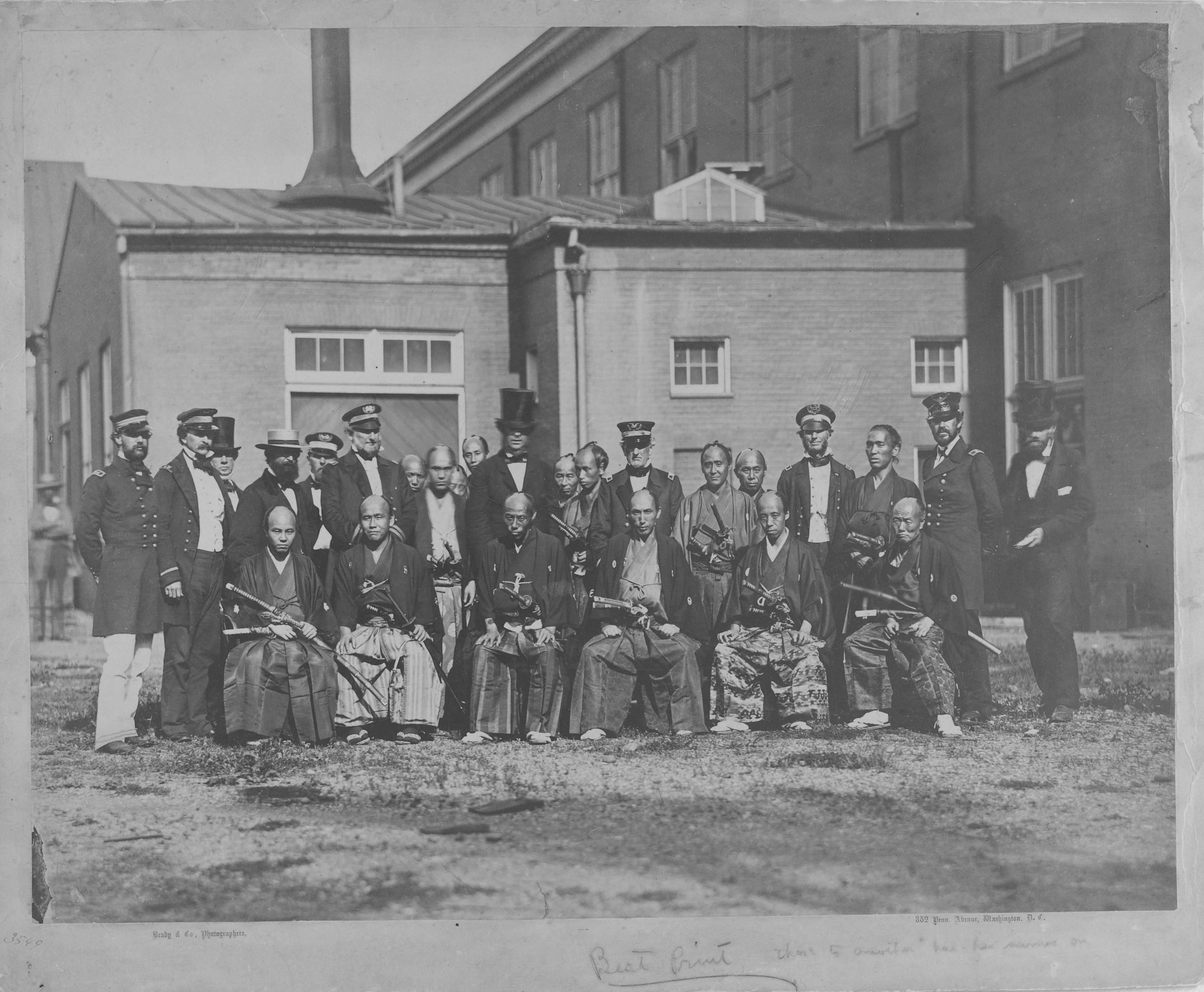

هیئت اعزامی ژاپن به ایالات متحده آمریکا (به ژاپنی: 万延元年遣米使節 Man'en gannen kenbei shisetsu) در سال ۱۸۶۰ در اواخر دوره ادو اولین مأموران دیپلماتیک ژاپن بودند که توسط شوگون سالاری توکوگاوا به ایالات متحده آمریکا فرستاده شدند. هدف از این مأموریت  بازنگری و انعقاد یک عهدنامه دوستی و تجارت بین ایالات متحده آمریکا و ژاپن جدید بین ژاپن و آمریکا بود. این گروه اولین هیئت دیپلماتیک ژاپنی در آمریکا از سال ۱۸۵۴ و آغاز باکوماتسو توسط ناخدای آمریکایی متیو سی. پری بود. این هیئت در ۱۹ ژانویه ۱۸۶۰ توسط کشتی جنگی ژاپنی کارین مارو و به رهبری کاتسو کایشو از اوراگا، کاناگاوا به سمت سان فرانسیسکو حرکت کردند. این کشتی حامل ۹۶ مرد ژاپنی و افسر آمریکایی بود.